# Joseph Justus Scaliger

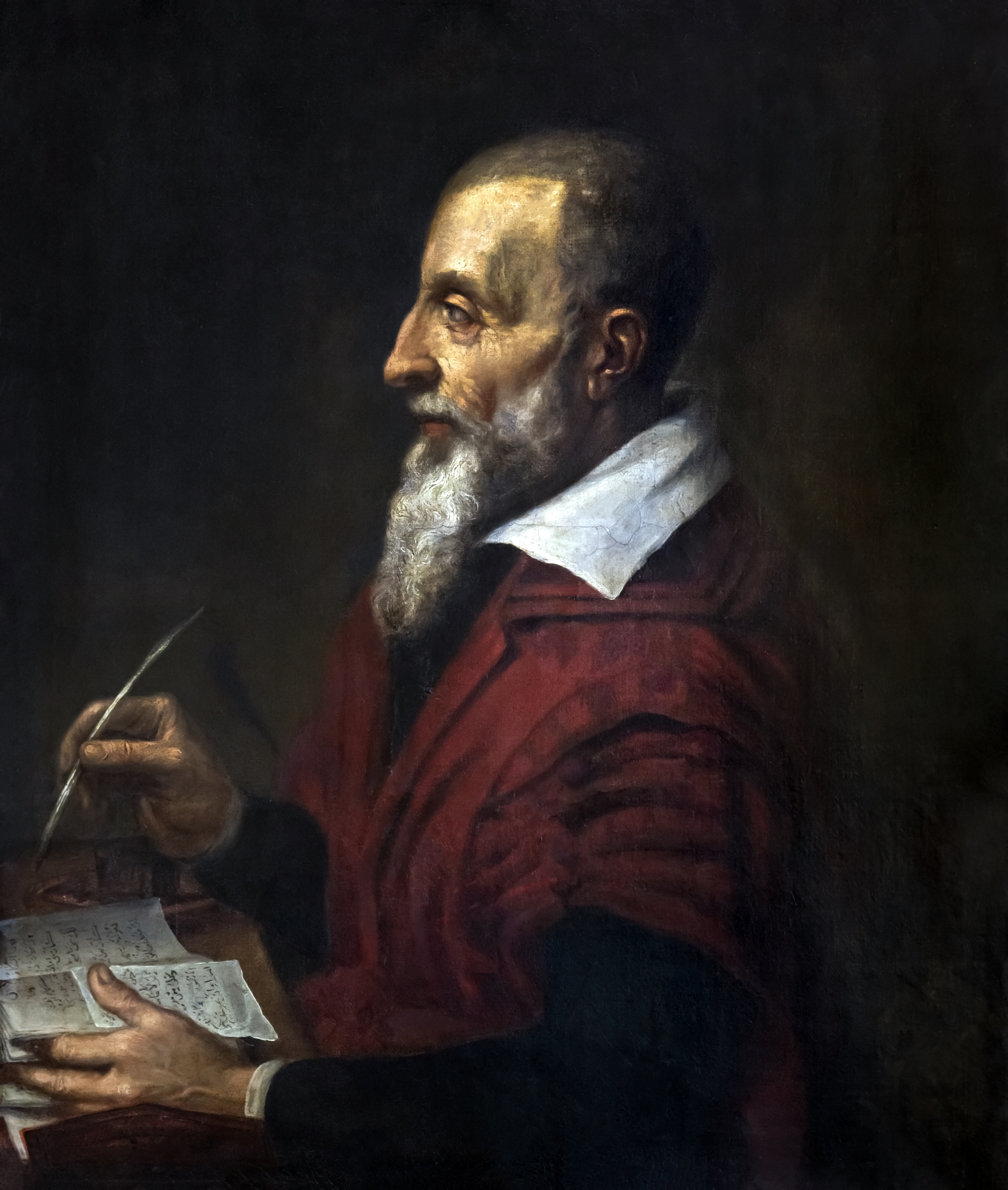
Ismeretlen művész olajfestménye Scaligerről

Joseph Justus Scaliger (Agen, 1540. augusztus 5. – Leiden, 1609. január 21.) olasz származású francia-holland filológus, humanista   és történész, akinek kronológiai munkái a reneszánsz legjelentősebb hozzájárulásai közé tartoznak. A kronológiai tudományok atyjának is nevezik. Tőle ered a Julián dátum (Julián-nap) rendszere.

## Élete
1540-ben született Agenben, Franciaországban, Julius C. Scaliger  olasz filozófus és orvos gyermekeként, és Benedetto Bordone  térképész unokájaként.
1559-ben Párizsba ment, hogy görögöt és latint tanuljon, majd a hébert, arabot, szírt, perzsát és a fontosabb modern nyelveket is elkezdte tanulni.
1562-ben áttért a protestantizmusra. Az 1560-as években Itáliába, majd Angliába és Skóciába utazott. 
A Szent Bertalan-éji mészárlás (1572) és a francia protestánsok üldözése után Genfbe ment, ahol egy akadémián tanított, majd 1574-ben visszatért Franciaországba.
Ezután a Leideni Egyetemre hívták (1593), ahol korának legműveltebb tudósaként vált ismertté. Ott maradt egészen haláláig.

## Munkássága
Scaliger legnagyobb munkája az Opus de emendatione tempore (1583), korábbi naptárak tanulmánya. Ebben összehasonlította az ókor különböző civilizációinak időszámításait, kijavította hibáikat, és először helyezte szilárd tudományos alapokra a kronológiát.
Másik fő munkája a Thesaurus temporum, complectens Eusebi Pamphili Chronicon (1609), amelyben minden görög vagy latin nyelven fennmaradt kronológiai emléket összegyűjtött, restaurált és rendezett. 
Termékeny író volt, műveit 1610-ben gyűjtötték össze és adták ki posztumusz, levelezéséből két gyűjtemény jelent meg 1624-ben és 1627-ben.